# Curdin Morell
Curdin Morell (* 9. Juli 1963 in Schulhaus) ist ein Schweizer Bobfahrer.
In den Jahren 1989 und 1990 gewann er gemeinsam mit Bruno Gerber, Lorenz Schindelholz und Gustav Weder im Viererbob die Weltmeisterschaft, 1991 mit denselben Piloten die Europameisterschaft. Bei den Olympischen Winterspielen 1992 gewann er mit Donat Acklin, Lorenz Schindelholz und Gustav Weder die Bronzemedaille, ebenfalls im Viererbob.
Heute lebt Morell in Schiers und arbeitet als Turn- und Sportlehrer an der Evangelischen Mittelschule (EMS).